# Mitología selknam
La mitología selknam  es el conjunto de mitos del pueblo selknam, compartidos también por el pueblo haush, en la Isla Grande de Tierra del Fuego (isla compartida por Chile y Argentina).

## Cosmología

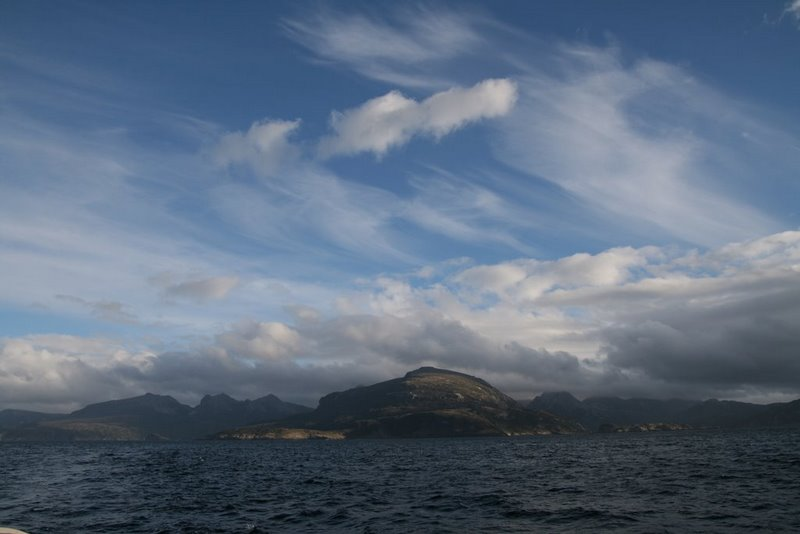
Según la creencia de los selknam y haush, el acceso al Wintek era defendido por la cordillera de la Isla de los Estados.

## Relatos mitológicos selknam

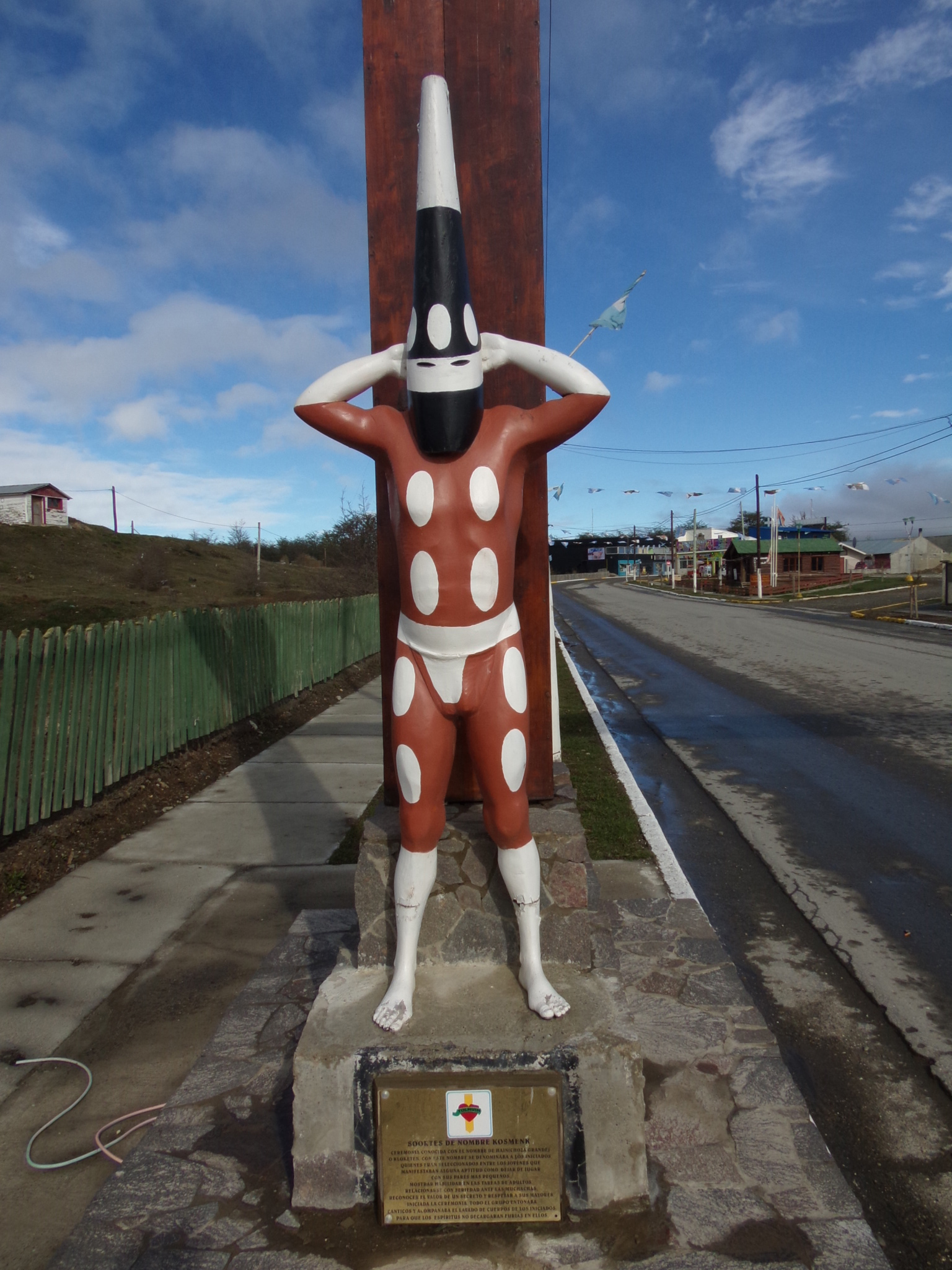
Imagen representativa de un aborigen Selknam, ubicada en el acceso a la localidad de Tolhuin, Tierra del Fuego, Argentina